# Neke
Neke is een bestuurslaag in het regentschap Timor Tengah Selatan van de provincie Oost-Nusa Tenggara, Indonesië. Neke telt 1224 inwoners (volkstelling 2010).